# Nieuw-Ierland
Nieuw-Ierland (Tok Pisin: Niu Ailan) is een eiland in de Bismarck-archipel en tevens een provincie van Papoea-Nieuw-Guinea. Het oppervlak is 7.404 km², het eiland is 360 km lang en merendeels smal, slechts 6 km breed op het smalste stuk halverwege het eiland. Het administratieve centrum is Kavieng, gelegen in het noordelijk deel van het eiland. Het eiland was tussen 1885 en 1914 een Duitse kolonie en heette toen Neumecklenburg.

## Beschrijving

### Geografie
Het eiland is onderdeel van de Bismarck-archipel en de vorm lijkt op die van een geweer. Het eiland is over een groot deel van de lengte zeer smal, maar het centrale bergland is hoog (maximale hoogte 2379 m boven zeeniveau) met steile hellingen. Oorspronkelijk was het eiland dicht bebost met primair regenwoud.

### Geschiedenis
De eerste bewoners kwamen 33.000 jaar geleden vanuit het hoofdeiland Nieuw-Guinea. Later kwamen volkeren van de Lapitacultuur. Antropologen onderscheiden drie verschillende culturen op het eiland voor de komst van de kolonisten uit Europa, de Kabai, Malagan en Tumban. De eerste Europeanen die het eiland bezochten waren de Nederlanders Jacob Le Maire en Willem Cornelisz Schouten. Daarna waren er andere incidentele bezoeken uit Europa tot de Franse edelman Marquis de Rays in de jaren 1870 en 1880 probeerde daar een Franse kolonie te stichten. Er waren vier mislukte pogingen en die kostten meer dan 123 mensen het leven.
Tussen 1885 en 1918 koloniseerden de Duitsers het eiland en stichtten er winstgevende kopraplantages en legden er een weg aan die nog steeds in gebruik is, de Boluminski Highway genoemd naar de Duitse koloniaal bestuurder. Na de Eerste Wereldoorlog kreeg Australië het bestuur over Bismarckarchipel. Tussen januari 1942 en september 1945 bezetten de Japanners het eiland en legden een militair steunpunt aan in Kavieng. In 1975 werd Nieuw-Ierland een provincie van het onafhankelijke land Papoea-Nieuw-Guinea.

### Ecologie en fauna
Grootschalige ontbossingen vinden overal in Papoea-Nieuw-Guinea plaats. Ongeveer 60% van het bestand aan regenwoud zijn geschikt voor winstgevende houtkap en in 2002 was al 63% van dit areaal geheel ontbost of uitgekapt. Dit proces vindt ook plaats op Nieuw-Ierland.
Op het eiland komen 180 soort vogels waaronder veel endemische soorten en of soorten op de Rode Lijst van de IUCN zoals Browns langstaartduif (Reinwardtoena browni), violette spoorkoekoek (Centropus violaceus), zwarte wespendief (Henicopernis infuscatus), ondersoort van de grijs-rode havik (Accipiter hiogaster), bismarckdwergijsvogel (Ceyx websteri), bismarckdrongo (Dicrurus megarhynchus siert de provincievlag) en louisiadenbrilvogel (Zosterops griseotinctus).
De volgende zoogdieren komen er voor: Notamacropus agilis (onzeker; prehistorisch geïntroduceerd), Thylogale browni (geïntroduceerd), Phalanger orientalis (geïntroduceerd), Spilocuscus maculatus (geïntroduceerd), Wild zwijn (Sus scrofa) (geïntroduceerd), Polynesische rat (Rattus exulans) (geïntroduceerd), Rattus praetor, Melomys rufescens, Rattus sanila (fossiel), Dobsonia anderseni, Dobsonia praedatrix, Macroglossus minimus, Melonycteris melanops, Nyctimene albiventer, Nyctimene major, Pteropus capistratus, Pteropus neohibernicus, Rousettus amplexicaudatus, Syconycteris australis, Emballonura beccarii, Emballonura dianae, Emballonura nigrescens, Emballonura raffrayana, Emballonura serii, Aselliscus tricuspidatus, Hipposideros ater, Hipposideros calcaratus, Hipposideros cervinus, Hipposideros diadema, Hipposideros maggietaylorae, Rhinolophus euryotis, Rhinolophus megaphyllus, Miniopterus australis, Miniopterus macrocneme, Miniopterus propitristis, Miniopterus schreibersii, Myotis adversus, Pipistrellus angulatus en Pipistrellus papuanus.

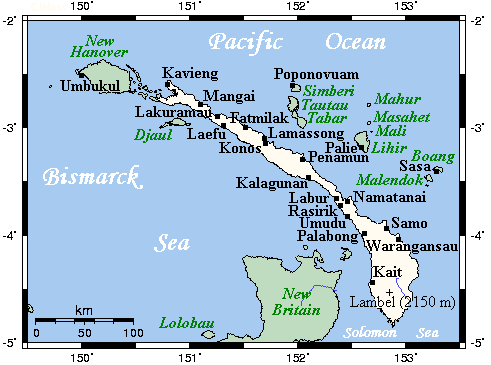
Kaart met plaatsaanduidingen
Vlag van de provincie Nieuw Ierland met een gestileerde vogel: een bismarckdrongo

Provincies: Central · Chimbu · Eastern Highlands · East New Britain · East Sepik · Enga · Gulf · Hela · Jiwaka · Madang · Manus · Milne Bay · Morobe · New Ireland · Northern · Southern Highlands · Western · Western Highlands · West New Britain · Sandaun

National Capital District      Autonome provincie: Bougainville